# Suckowseen
Das Naturschutzgebiet Suckowseen liegt auf dem Gebiet der Gemeinde Boitzenburger Land im Landkreis Uckermark in Brandenburg.
Das Gebiet mit der Kenn-Nummer 1633 wurde mit Verordnung 18. Mai 2011 unter Naturschutz gestellt. Das 118,5 ha große Naturschutzgebiet mit dem Großen, dem Mittleren und dem Kleinen Suckowsee erstreckt sich westlich von Wichmannsdorf, einem Ortsteil der Gemeinde Boitzenburger Land. Am westlichen Rand des Gebietes verläuft die Landesstraße L 217 und östlich die L 24.
Die Seen wurden 1375 als „2 stagna … Sukow“ erstmals schriftlich erwähnt. Der Name stammt aus dem Slawischen und bedeutet „Käfersee“.